# ستيلا روكا
ستيلا روكا (بالإنجليزية: Stella Roca)‏ هي رسامة أمريكية، ولدت في 1879، وتوفيت في 1954.